# Битва на Марне (1914)
Марнское сражение — крупное сражение между войсками Германской империи с одной стороны и войсками Великобритании и Франции с другой, состоявшееся 5—12 сентября 1914 года, на реке Марна, в ходе Первой мировой войны, закончившееся поражением германской армии.
В результате сражения был сорван стратегический план Шлиффена по наступлению германской армии, ориентированный на быструю победу на Западном фронте и вывод Франции из войны.

## Предыстория
Одержав победу в Пограничном сражении (7—25 августа), германские армии, сметая оборону противника у Ле-Като, Неля и Пруйяра, Сен-Кантена и Гиза, стремительно шли вперёд, намереваясь обойти Париж с запада и взять французскую армию в огромный «котёл».
Но для завершения операции по обходу Парижа и окружению французской армии у немцев просто не хватило сил. Германские войска, пройдя с боями сотни километров, были сильно измотаны, их коммуникации растянулись и им было нечем прикрывать фланги и возникающие бреши. Резервов у немцев не было, поэтому немецкому командованию приходилось маневрировать одними и теми же частями, гоняя их туда-сюда. Поэтому германская Верховная Ставка согласилась с предложением командующего 1-й армии, совершавшей обходной манёвр, фон Клюка, сократить фронт наступления и не совершать глубокий охват французской армии в обход Парижа, а повернуть на восток севернее французской столицы и ударить в тыл основным силам французской армии.
Но поворачивая на восток севернее Парижа, немцы подставляли свой правый фланг и тыл под удар французской группировки (6-я армия с приданными частями) под командованием генерала Галлиени, сосредоточенной для обороны Парижа.
При этом немцам было нечем прикрыть свой правый фланг и тыл: два корпуса и конная дивизия, изначально предназначавшиеся для усиления наступающей группировки, были отправлены в Восточную Пруссию, на помощь терпящей поражение от русских войск 8-й германской армии. Тем не менее германское командование пошло на роковой для себя манёвр: повернуло войска на восток, не доходя до Парижа, надеясь на пассивность противника. Но французское командование не преминуло воспользоваться предоставившейся возможностью и решило ударить в неприкрытые фланг и тыл 1-й германской армии фон Клюка.

## Ход битвы

### Начало сражения
1 сентября немецкая 1-я армия повернула на восток севернее Парижа, не дойдя до него около 40 километров, преследуя по пятам английские части, которые 4 сентября вышли к реке Марна, переправились через неё и, даже не взорвав за собой мосты, продолжили отступление на юго-восток. К Марне в это же время, уходя от 2-й германской армии, с севера вышла 5-я французская армия. Войска фон Клюка, перейдя по невзорванным мостам Марну, двинулись вдогонку за англичанами, вклиниваясь таким образом между 6-й и 5-й армиями французов и выходя в тыл всему французскому фронту.
3 сентября Галлиени (командующий обороной Парижа) получил данные авиаразведки, что 1-я армия немцев движется на восток, подставив Парижу свой фланг и тыл. Он с трудом убедил главнокомандующего французскими армиями Жоффра, который собирался уже отдать приказ об отходе всем армиям за р. Сена, незамедлительно перейти в контрнаступление силами 6-й армии (ком. Монури). Из штаба Жоффра полетели приказы во французские армии и английским войскам (ком. Френч) поддержать контрудар. Однако Френч отказался поддерживать французов и приказал своим войскам отступать дальше, и только после личного и грубого разговора с Жоффром согласился принять участие в контрнаступлении.
4 сентября генерал Жоффр издал директиву на наступление, в соответствии с которой главный удар наносился левым флангом армий союзников (5-я, 6-я французские армии и английские экспедиционные силы) по правому флангу германского фронта (1-й армии фон Клюка и 2-й армии фон Бюлова), вспомогательный удар — западнее Вердена, силами 3-й французской армии. 9-я, только что сформированная, и 4-я французские армии получили задачу сковывать немцев в центре.
В полосе Верден — Париж силы сторон насчитывали: 1 082 000 чел., 2816 лёгких и 184 тяжёлых орудий у союзников против 900 000 чел., 2928 лёгких и 436 тяжёлых орудий у немцев. На направлении главного удара англо-французские войска почти вдвое превосходили немцев в живой силе

### Контрнаступление союзников

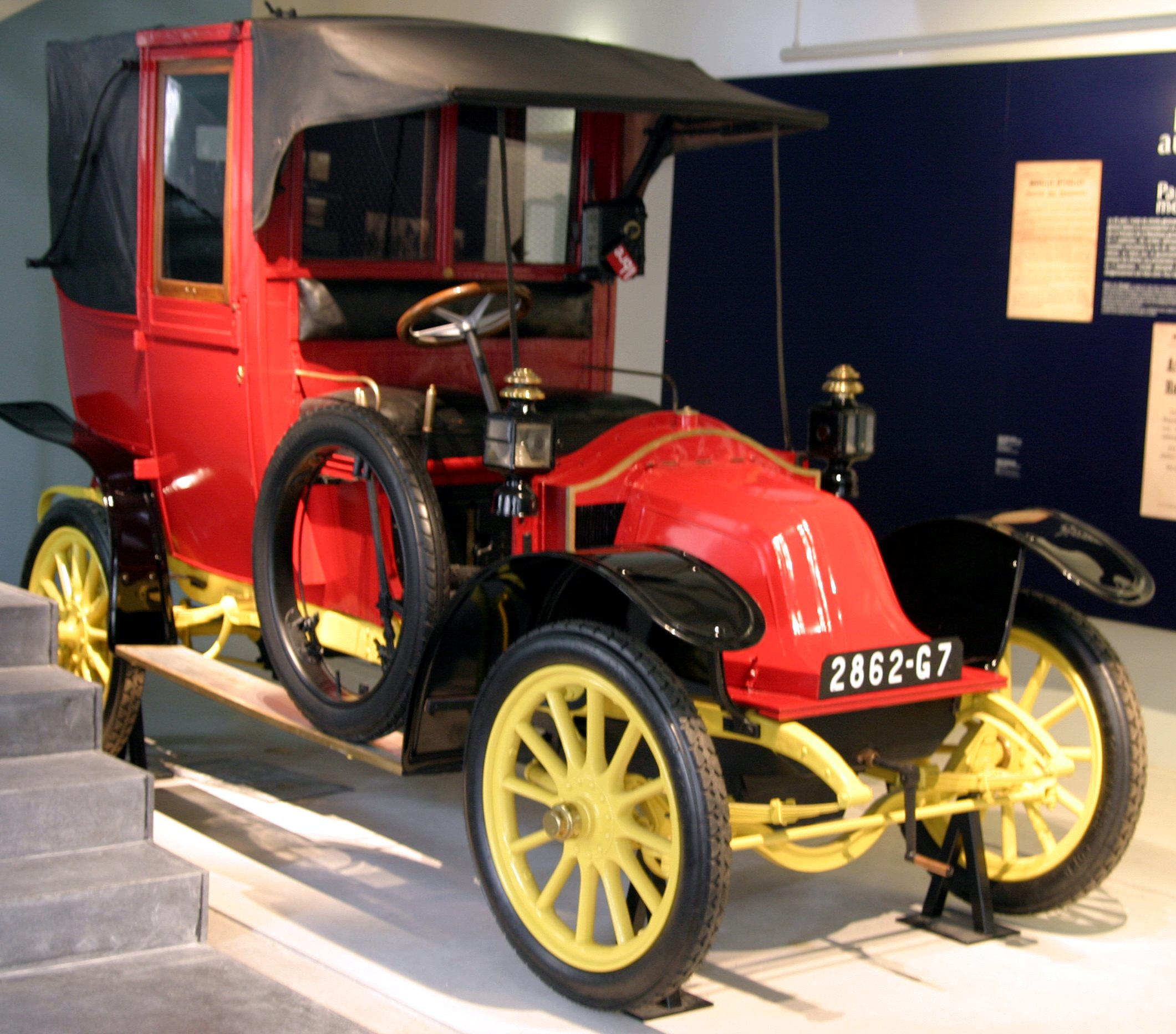
«Марнское такси»: такие автомобили использовались для переброски войск

5 сентября 6-я французская армия нанесла удар во фланг и тыл 1-й германской армии. Фон Клюк, спасая положение, остановил наступление на восток, снял 2 корпуса с позиций на Марне против 5-й армии и англичан и перебросил их назад, к Парижу, против 6-й армии Монури.
6 сентября по всему фронту грянуло сражение. Особенно сильные бои развернулись на притоке Марны речушке Урк — там столкнулись части 6-й французской и два корпуса 1-й германской армий; у Монмирая, где 5-я французская армия и английские части ударили в стык между 1-й и 2-й германскими армиями; у Фер-Шампенуаза и Сен-Гондских болот — тут ожесточённо бились части 2-й и 3-й германских армий с 9-й французской.
7 сентября настал критический момент сражения. В поддержку двум корпусам 1-й армии, сражавшимся против 6-й армии, фон Клюк с Марны перебросил ещё две дивизии, и французы были фактически разбиты. Монури срочно требовал подкреплений. В Париж в этот день прибыла Марокканская дивизия, и чтобы быстро доставить её на передовую, Галлиени нашёл нестандартное решение. Одну бригаду отправил по железной дороге, а вторую перевезли на парижских такси. 600 машин совершили по 2 рейса, и подкрепление прибыло вовремя. Его с ходу бросили в бой, и натиск противника удалось отразить.
Не имея резервов для развития удара, фон Клюк вынужден был 8 сентября перебросить с Марны против 6-й армии Монури ещё два корпуса, 3-й и 9-й. Тем самым, фон Клюк оголил фронт на Марне и между смежными флангами 1-й и 2-й (ком. фон Бюлов) германских армий образовалась брешь в 35—40 км. Плотно прикрыть её фон Бюлов не смог, связанный боями у Сен-Гондских болот, а резервов у него тоже не было.

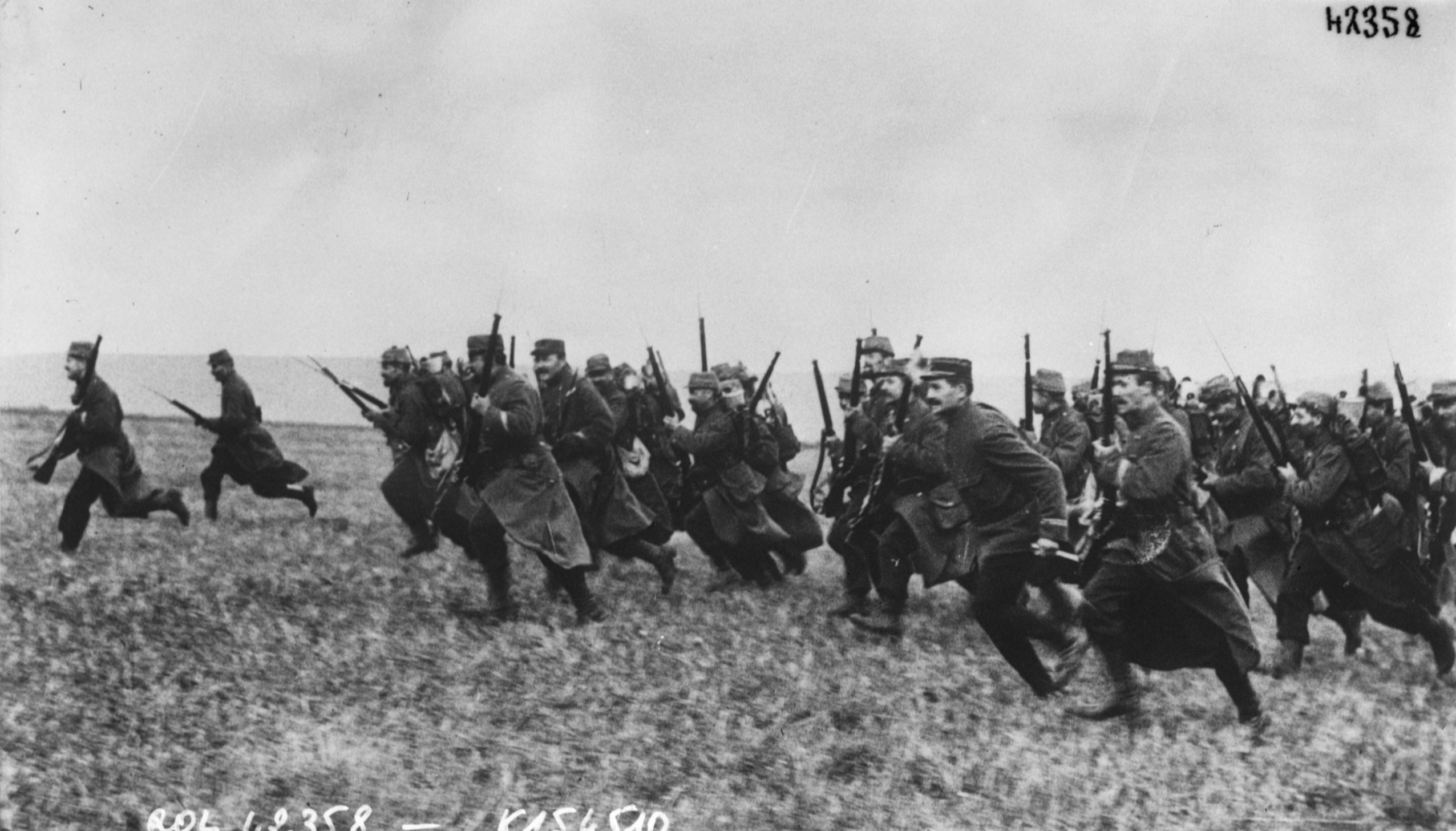
Атака французских войск

Малочисленные части, направленные Бюловым прикрыть стык с 1-й армией, были отброшены 5-й французской армией, и в разрыв вошли англичане. В принципе, создалась благоприятная обстановка для серьёзного разгрома противника. Перед тремя британскими корпусами была лишь завеса из нескольких кавалерийских дивизий, англичане вполне могли ударить по тылам Клюка или во фланг Бюлову. Но продвигались они очень медленно, с оглядкой на соседей, останавливались при самом незначительном сопротивлении. Однако даже само их продвижение в брешь между армиями создавало серьёзную угрозу целостности германского фронта.

### Отход германской армии
9 сентября фон Клюк обрушил на войска Монури подготовленный сокрушающий удар[прояснить], намереваясь смять левый фланг всего французского фронта, и имел успех. Но в это же время Бюлов узнал, что сквозь брешь в обороне немцев британская и 5-я французская армии выходят ему в тыл, отрезая его от 1-й армии, и чтоб избежать окружения приказал отступать, и его соседям, Клюку (1-я армия) и Хаузену (3-я армия) ничего не оставалось делать как начать отход. Германские армии стали откатываться к северу. В боях они понесли очень большие потери, а отступление вызвало и психологический перелом, на который накладывалась крайняя усталость. Были случаи, когда немцев брали в плен спящими. Измотанные всеми перегрузками, они спали так крепко, что французы, находя их, не могли разбудить.
Французской армии победа досталась дорогой ценой: она потеряла 250 тыс. человек убитыми, ранеными и пленными и была в таком состоянии, что не смогла толком организовать преследование отступающего противника.

### Завершение сражения
Использовать благоприятные возможности, возникшие после победы на Марне, союзники не смогли. Разрыв между 1-й и 2-й германскими армиями немцам не удавалось закрыть ещё неделю, что при энергичном преследовании грозило им катастрофой.
Однако французы и англичане продвигались слишком вяло и вклиниться в боевые порядки противника не сумели. Немцы оторвались от них и отошли на 60 километров севернее, 12 сентября заняв оборону по рекам Эна и Вель. Французские и британские войска вышли на этот рубеж 13 сентября. Начались бои на р. Эне. Особое значение для хода и исхода операции имели действия конницы сторон.

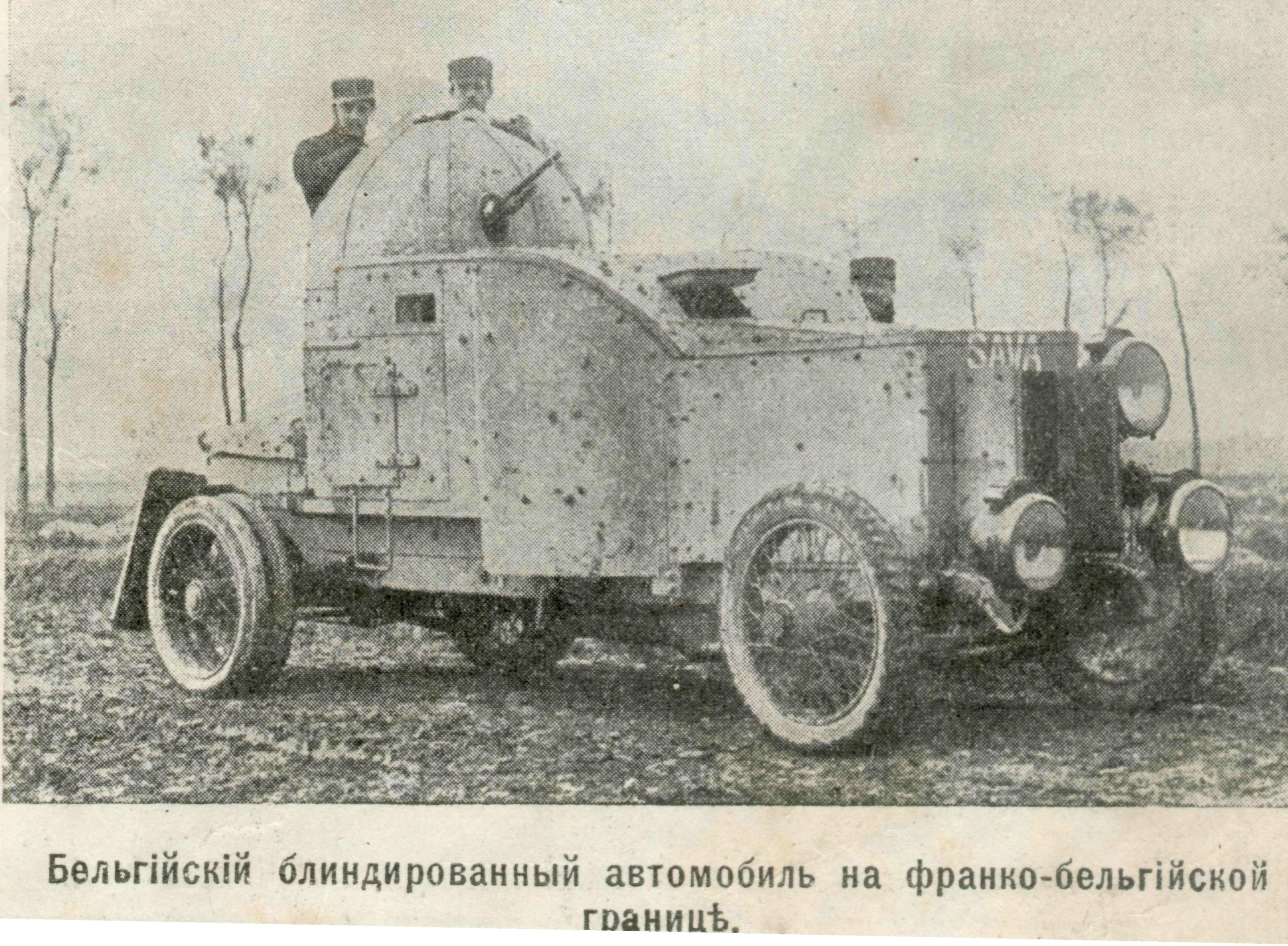
Бельгийский бронеавтомобиль «Sava» на французско-бельгийской границе. 1914 год
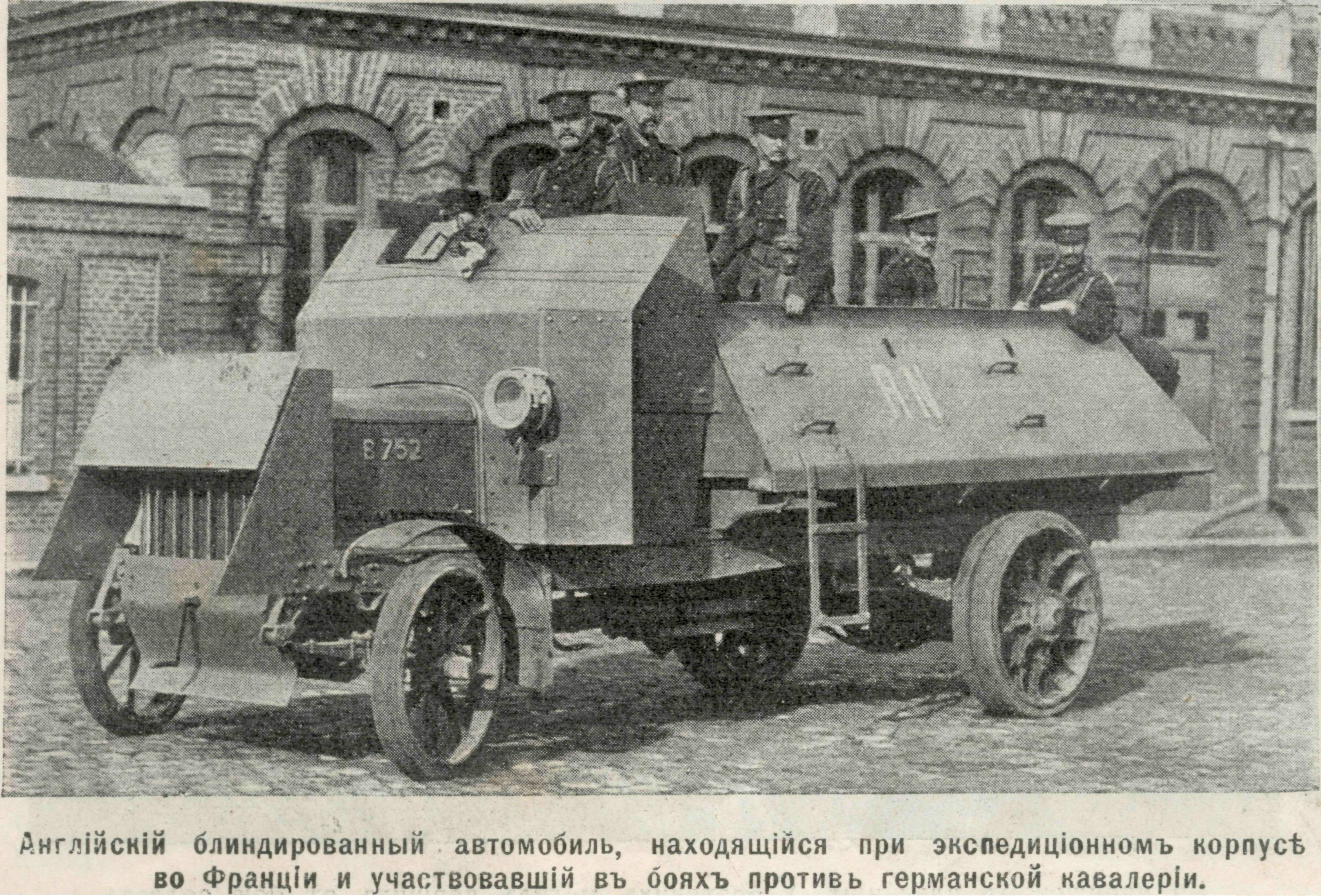
Английский блиндированный автомобиль во Франции. 1914 год
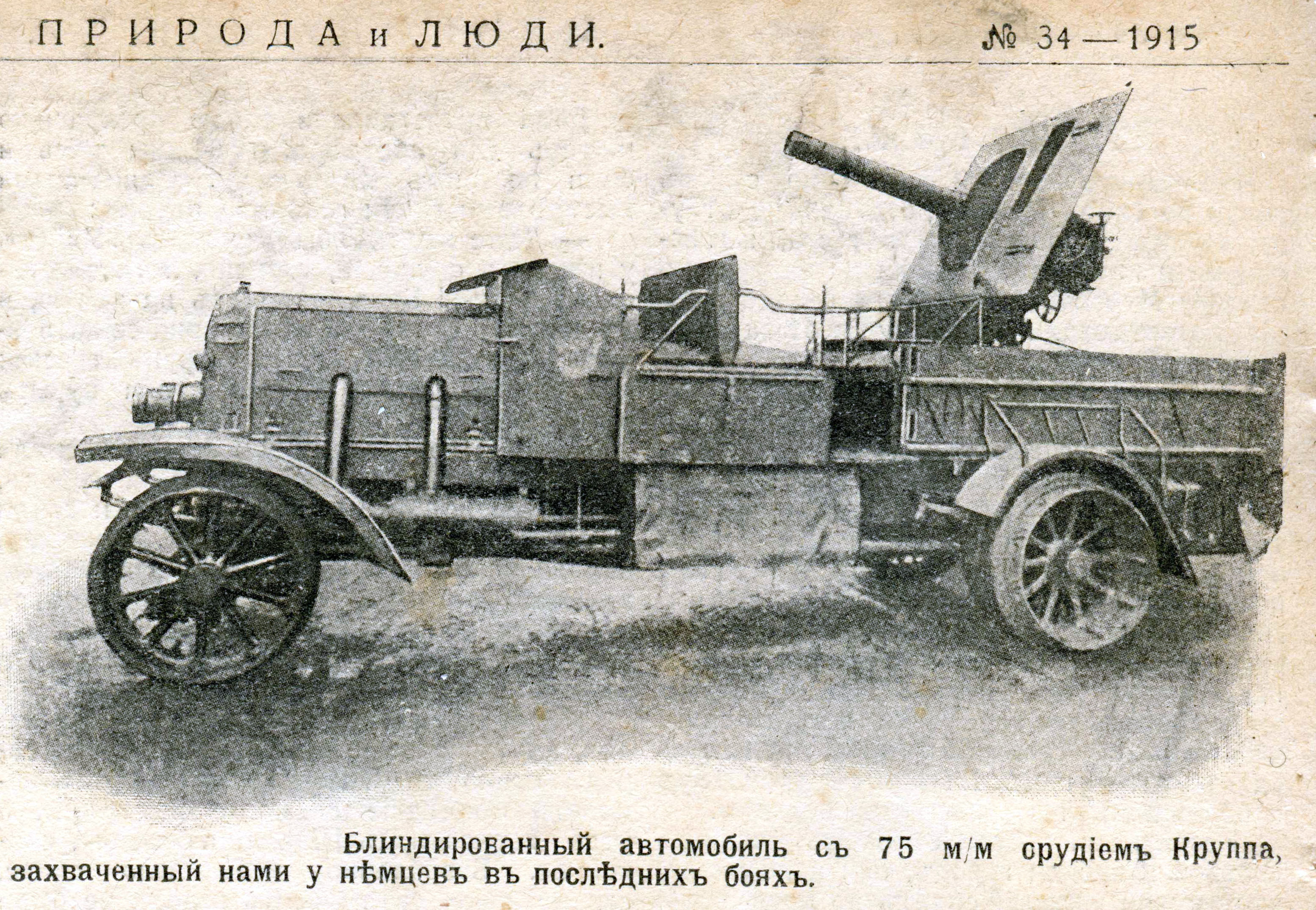
Германский блиндированный автомобиль с 75-мм орудием Круппа. 1915 год

## Памятник марнским такси
Памятник марнским такси, спасшим Париж во время Первой мировой, установлен в бывшем предместье Леваллуа (там размещалось большинство парижских таксомоторных компаний). Марнским такси посвящены памятные доски, установленные по пути следования колонны, одна такая машина экспонируется в Доме инвалидов. Уже в нашем веке в муниципалитете Леваллуа на площади имени 11 ноября 1918 года (дата капитуляции Германии в Первой мировой) был установлен мраморный памятник автомобилю Renault AG-1 — именно эти машины работали тогда парижскими такси. Автор памятника итальянский скульптор Маурицио Тоффолетти.